# Wilhelm Hofmayr
Wilhelm Hofmayr (geboren vor 1906; gestorben nach 1919) war ein deutschsprachiger katholischer Missionar und Ethnologe.
Sein Hauptwerk ist die Monographie über Geschichte, Religion und Leben des Niloten-Stammes der Schilluk, wobei er Material des Missionars Wilhelm Banholzer heranzog. Hofmayr hielt sich mit wenigen Unterbrechungen von 1906 bis 1916 im Schillukland auf, in der Station Tonga und auch zeitweise in Lull.
Während und nach dem Ersten Weltkrieg war er von 1916 bis 1919 in Sidi Bihr (Alexandrien) interniert.

## Werke
- Die Schilluk : Geschichte, Religion u. Leben e. Niloten-Stammes. Nach P. Banholzers F. S. C. u. eigenen Aufzeichng. St. Gabriel, Mödling b. Wien : Administration des Anthropos (= Ethnologische Bibliothek Anthropos. Band 2, Heft. 5).

| Personendaten    | Personendaten                                          |
| ---------------- | ------------------------------------------------------ |
| NAME             | Hofmayr, Wilhelm                                       |
| KURZBESCHREIBUNG | deutschsprachiger katholischer Missionar und Ethnologe |
| GEBURTSDATUM     | vor 1906                                               |
| STERBEDATUM      | nach 1919                                              |